# Boscaler de Seram
El boscaler de Seram (Locustella musculus; syn: Locustella castanea musculus) és una espècie d'ocell de la família dels locustèl·lids (Locustellidae). És endèmic de l'illa Seram, a l'arxipèlag de les Moluques (Indonèsia). Habita els boscos tropicals i subtropicals de frondoses humits de l'estatge montà. El seu estat de conservació es considera de risc mínim.

## Taxonomia
Segons la llista mundial d'ocells del Congrés Ornitològic Internacional (versió 13.2, juliol 2023) aquest tàxon tindria la categoria d'espècie. Tanmateix, altres obres taxonòmiques, com el Handook of the Birds of the World i la quarta versió de la BirdLife International Checklist of the birds of the world (Desembre 2019), el consideren encara una subespècie del boscaler castany (Locustella castanea).